# ドクター・ロバート
「ドクター・ロバート」（Doctor Robert）は、ビートルズの楽曲である。1966年に発表された7作目のイギリス盤公式オリジナル・アルバム『リボルバー』に収録された楽曲で、アメリカではイギリスに先行してキャピトル編集盤『イエスタデイ・アンド・トゥデイ』に収録された。レノン＝マッカートニー名義となっているが、実質的にはジョン・レノンによって書かれた楽曲で、一部ポール・マッカートニーが手伝っている。

## 背景やインスピレーション
音楽学者のウォルター・エヴェレットは、本作について1966年までにビートルズが発表した楽曲の中で、最も明白に薬物について言及した曲としている。楽曲の主題となっているドクター・ロバートは、合法的な医療行為と偽って、アンフェタミンをはじめとした薬物を処方していたマックス・ジェイコブソンのような人物となっている。レノンは"Well, well, well"というフレーズから始まるブリッジ部分をマッカートニーが手伝ったとしているが、音楽ジャーナリストのロバート・フォンテノットは「この曲の大半はジョンのアイデアによるもの」としている。
作家のバリー・マイルズは、本作のモデルについてニューヨークに実在した医師、ロバート・フライマンであると推測している。この人物は後に麻薬の使用が問題となったため、1967年に医師免許を剥奪され、1975年にニューヨーク医師会を追放されて1987年に死去している。なお、「ドクター・ロバート」のモデルについては、1964年夏にビートルズにマリファナを教えたボブ・ディラン、オルダス・ハクスリーの小説作品『島』の登場人物であるロバート・マイファイル、レノンとハリスン、パティ・ボイド、シンシア・パウエルにLSDを混入したコーヒーを飲ませた歯科医のジョン・ライリーなど、諸説がある。
1980年の『プレイボーイ』誌のインタビューで、レノンは「主にドラッグやピルについての曲」とし、「僕自身のこと。ツアーの時にはいつも携帯していた」と語っている。

## レコーディング
「ドクター・ロバート」のレコーディングは、1966年4月17日にEMIレコーディング・スタジオで開始された。本作と同時期に制作された「トゥモロー・ネバー・ノウズ」や「レイン」に比べると、比較的シンプルな仕上がりとなっている。
レノンがリズムギター、マッカートニーがベース、ジョージ・ハリスンがマラカス、リンゴ・スターがドラムという編成でベーシック・トラックが7テイク録音された。その後、ハリスンのレスリースピーカーを通したリードギターがオーバー・ダビングされたほか、ブリッジ部分にレノンのハーモニウムが加えられた。なお、マッカートニーはピアノも演奏していたが、最終版ではカットされている。
19日にボーカルをオーバー・ダビングして完成となった。
なお、リリース版ではフェード・アウトしているが、実際には43秒に渡るジャム・セッションが録音されていた。

## リリースとミックス
「ドクター・ロバート」は、アメリカでは1966年5月に発売されたキャピトル編集盤『イエスタデイ・アンド・トゥデイ』に収録され、イギリスでは同年8月5日に発売された『リボルバー』に収録された。
モノラル・ミックスは、5月12日に制作され、ステレオ・ミックスは5月20日に制作された。その後6月21日にモノラル・ミックスが新しく制作されている。なお、アメリカ編集盤『イエスタデイ・アンド・トゥデイ』収録のミックスでは、ジョンの「OK, Herb」という声が入っていた。

## クレジット
※出典
- ジョン・レノン - ダブルトラックのリード・ボーカル、リズムギター、ハーモニウム
- ポール・マッカートニー - ベース、バッキング・ボーカル
- ジョージ・ハリスン - ダブルトラックのリードギター、マラカス
- リンゴ・スター - ドラム